# Lingua bislama
Il bislama (pronuncia Bislama: bislaˈma), un tempo noto anche come bichelama e Beach-la-Mar, è una lingua creola diffusa a Vanuatu. È simile al Tok Pisin della Papua Nuova Guinea, al Pidgin delle Isole Salomone e al Broken dello stretto di Torres (nel Queensland, Australia).
"Yumi, Yumi, Yumi", l'inno nazionale di Vanuatu, è in bislama.

## Storia
Migliaia di abitanti di Vanuatu furono reclutati per lavorare nel Queensland e nelle piantagioni delle Figi negli anni settanta e ottanta del XIX secolo. Poiché in queste piantagioni si parlavano molte lingue diverse, finì col formarsi una lingua franca dall'inglese. Durante il XX secolo, tale lingua si evolse fino a creare il moderno bislama.

## Nome
Il termine "bislama" ebbe origine nel XIX secolo dalla parola  "Beach-la-Mar" (dal francese, "bêche de mer", cioè "cetriolo di mare"). A metà Ottocento, i cetrioli di mare erano raccolti ed essiccati nello stesso periodo in cui veniva raccolto il legno di sandalo. Il nome fu associato al pidgin che cominciò ad essere usato dai lavoratori locali per parlare tra loro o con i loro guardiani di lingua inglese.